# ドイッチュラント (装甲艦)
| ドイッチュラント | |
| 艦歴             | |
| 発注:            | ドイッチェヴェルケ造船所 |
| 起工:            | 1929年2月5日 |
| 進水:            | 1931年5月19日 |
| 就役:            | 1933年4月1日 |
| その後:          | 1945年5月4日廃棄 |
| 性能諸元         | |
| 排水量:          | 基準：12,100トン, 満載：16,200トン |
| 全長:            | 186 m (610 ft) |
| 全幅:            | 21.6 m (71 ft) |
| 喫水 (最大):     | 7.4 m (24 ft) |
| 兵装:            | 28.3cm(52口径)3連装砲2基6門 15cm(55口径)単装砲8基8門 8.8cm(78口径)高角砲連装砲3基6門 37mm(83口径)対空機関砲連装4基8門 20mm対空機関砲単装10基10門 53.3cm(21インチ)水上魚雷発射管四連装2基8門 |
| 装甲:            | 砲塔防御:160mm(前盾) 舷側防御: 80mm(水線部)、50mm(水線下)、45mm(防水区) 水平防御: 40mm(副甲板)、30mm～40mm(主甲板)                                                                          |
| 艦載機:          | Ar 196 二機, カタパルト一基 |
| 機関:            | MAN社製9気筒2ストロークディーゼルエンジン 8機 2軸, 合計出力52,050 hp (40 MW) |
| 最大速力:        | 28.5 ノット (53 km/h) |
| 航続距離:        | 20ノット時で8,900 海里 (37 km/hで16,500 km航行可) |
| 乗員:            | 1,150名 |

ドイッチュラント (独:Deutschland) は、ヴァイマル共和政において建造され、ナチス政権掌握と再軍備後のドイツ海軍が第二次世界大戦で運用した1万トン級の軍艦（重巡洋艦）。ドイッチュランドと表記する資料もある（戦史叢書等）。

## 概要
ドイッチュラント (独:Deutschland) は、ドイツ海軍が第一次世界大戦後に竣工させた最初の大型の軍艦である。
艦名は、ドイツ語でまさに「ドイツ」のこと。
ヴァイマル共和政が、ヴェルサイユ条約の軍備制限条項を順守して建造したドイッチュラント級装甲艦の1番艦。
イギリスや大日本帝国では「ポケット戦艦」、あるいは「豆戦艦」として紹介された。
第二次世界大戦が始まると、ヒトラーは（ドイツ語でドイツを意味する）ドイッチュラントの名を持つ艦が失われた場合の国民に及ぼす心理的・宣伝的マイナス要素を憂慮し、ドイッチュラントをプロイセンの将軍リュッツォウにちなんでリュッツォウ (Lützow) と改名させた。
1939年11月15日をもって、ドイッチュラント級3隻は装甲艦から重巡洋艦に艦種変更された。

## 艦歴

### 建造
ドイッチュラントはヴァイマル共和政下において、前弩級戦艦プロイセンの代艦として建造が承認された。キールのドイッチェヴェルケ造船所で1929年（昭和4年）2月5日に起工した。1931年（昭和6年）5月19日、5万6,000名の観衆が見守るなかでパウル・フォン・ヒンデンブルク大統領の手によって進水した。なお手違いにより、命名がおこなわれる前に進水を開始してしまうハプニングがあった。艤装は同年後半に完了し、1932年（昭和7年）5月に処女航海を行った。1934年（昭和9年）11月12日に就役し、ヴィルヘルムスハーフェンに配属された。

### スペイン内戦
スペイン内戦時にドイッチュラントはスペイン沖に展開し、フランシスコ・フランコ将軍率いる反政府軍を支援した（スペイン内戦におけるドイツ海軍）。1936年から1939年の間に7回にわたってスペイン沖に派遣された。ある時、ロルフ・カールス少将の旗艦であったドイッチュラントは、イギリス海軍の軽巡ガラティア、イタリア海軍の駆逐艦マルチェッロと共に地中海マヨルカ島のパルマ港に停泊していた。そこに共和国軍がパルマ港を空襲すると公言したので、最先任のジェームズ・サマヴィル少将（旗艦ガラテア）がドイッチュラントとマルチェッロを指揮し、港外に出た。そして3隻の国際混成戦隊を指揮して洋上を行動した。パルマ港へ帰投するとき、サマヴィル少将は指揮下各艦の行動と練度を賞賛した。カールス提督（ドイッチュラント）も英語で「これら三国（イギリス、ドイツ、イタリア）の海軍が、このようにひとつになって艦隊を組める日が来るならば、色々な意味で良い結果となるだろう」と返信した。
1937年（昭和12年）5月29日、4回目のスペイン派遣作戦でドイッチュラントは、2機の共和国政府軍の爆撃機の攻撃を受け、31名が死亡、101名が負傷した。これをドイッチュラント号事件という。報復として姉妹艦のアドミラル・シェーア以下の艦隊はアルメリア市に砲撃を行い（アルメリア砲撃）、民間人19名を殺害、35戸の建物を破壊した。
ドイッチュラント号乗組員の遺体はジブラルタルに運ばれ同所に埋葬されたが、ヒトラー総統の命によりドイツ本国に運ばれ、大規模な葬儀の後に再埋葬された。当時、大日本帝国海軍の重巡「足柄」は、ジョージ6世戴冠記念観艦式に参加後、日本への帰路についていた。「足柄」（第四戦隊司令官小林宗之助少将）はジブラルタルでドイッチュラントと遭遇、小林少将はドイッチュランドの外観上の損害が小さいことに触れ、死傷者多数の原因を火災と述べている。

### 第二次世界大戦
第二次世界大戦が始まる少し前、ドイツは装甲艦2隻（ドイッチュラント、アドミラル・グラーフ・シュペー）を通商破壊実施のため大西洋に送り出した。ドイッチュラントは1939年（昭和14年）8月24日にヴィルヘルムスハーフェンから出航し、デンマーク海峡を通過して大西洋に出た。第二次世界大戦開戦後もしばらくは攻撃が許可されずグリーンランド南東沖に留まっていたが、攻撃が許可されるとドイッチュラントは作戦行動を開始した。南へ向かった本艦は、同年10月5日、バーミューダ東方沖で硝石を積んだイギリス船ストーンゲート (Stonegate) を沈めた。この後ドイッチュラントは北へ向かい、10月9日にニューファンドランド島沖でイギリス船シティ・オブ・フリント (City of Flint) を拿捕した。しばらくドイッチュラントはニューファンドランド島沖で活動し、10月14日にノルウェー船ローレンツ・W・ハンセン (Lorentz W. Hansen) を沈めた。10月15日、ドイッチュラントは日本郵船の貨客船「箱根丸」と遭遇した。この後のドイッチュラントは戦果もなく、デンマーク海峡を通って11月15日にキールに帰投した。
1940年（昭和15年）4月、リュッツォウ（元ドイッチュラント）はヴェーザー演習作戦（ノルウェー侵攻）に参加した。当初リュッツォウは南大西洋で捕鯨船団の攻撃をおこなう予定であったが、ヒトラーの命令によりその前にヴェーザー演習作戦に参加することになった。結局、4月6日にエンジンの台座でひび割れが発見されたとこで大西洋への出撃は当分出来ないことになった。リュッツォウは最初トロンハイム攻略部隊に加えられたが、後日オスロ攻略部隊に編入された。オスロ攻略に当たるのはリュッツォウのほか、重巡洋艦ブリュッヒャーや軽巡洋艦エムデンなどであり、ブリュッヒャーに座乗するオスカー・クメッツ少将が指揮した（ヴェーザー演習作戦、ドイツ軍参加部隊一覧表）。それらは4月8日にキールから出撃し、オスロ・フィヨルドに入って4月9日朝にはドレーバク水道の手前まで来た。ドレーバク水道を通過しようとした際、ノルウェー軍のオスカーボルク要塞が砲撃を開始した。先頭のブリュッヒャーは砲弾と魚雷の命中により沈没する。その後ろにいたリュッツォウも15cm砲弾3発を受けたほか小火器による攻撃でも被害が生じ、リュッツォウは残りの艦艇を率いて一旦後退した。
翌日に要塞が降伏し、リュッツォウはオスロへ向かった。オスロ到着後、同日中にリュッツォウは帰途についたが、その途中スカゲラク海峡北でイギリス海軍の潜水艦スピアフィッシュ (HMS Spearfish) から雷撃された。リュッツォウは艦尾部を破損し、その修理は1941年（昭和16年）春まで完了しなかった。同年6月12日、リュッツォウはノルウェー沖でイギリス空軍のブリストル ボーフォート雷撃機によって攻撃され、魚雷1本が左舷後部に命中した。6月14日にキールに帰還し、1942年（昭和17年）1月まで修理が行われた。
修理完了後、ノルウェー海や北極海におけるソ連向け援助船団の迎撃任務に従事した。特筆すべき戦闘は、1942年（昭和17年）12月31日のレーゲンボーデン作戦にともなうバレンツ海海戦である。クメッツ中将に率いられたドイツ重巡2隻（アドミラル・ヒッパー、リュッツォウ）と駆逐艦部隊は、連合国軍のJW51B船団と護衛部隊（軽巡ジャマイカ、シェフィールド）などと交戦して撃退され、エーリヒ・レーダー元帥の辞任につながった。
その後、1944年9月にバルト海で退却するドイツ軍支援のため艦砲射撃をおこなった。砲撃は数ヶ月にわたって行われた。
その後、1945年（昭和20年）4月にイギリス空軍による5トン爆弾トールボーイの攻撃により、至近弾で艦底を損傷し、スヴィネミュンデで着底する。破損は補修され、陸上支援の砲撃は続けられたが、同年5月4日に乗員によって放棄された。

### 戦後
1946年（昭和21年）春には浮揚され、ロシア語名のリュッツォフ(Лютцов)の名のまま9月26日付けでソ連海軍に編入された。編入後、艦はモスボールに入れられた。その後、1947年（昭和22年）7月20日には艦は修復不可能であるという判断が下され、実験用の標的艦としての利用が決定された。最終的に、この年7月22日にバルト海に没した。